# Robin Fraser
Robin Lucius Fraser (ur. 17 grudnia 1966 w Kingstonie) – amerykański trener piłkarski i piłkarz pochodzenia jamajskiego, grający podczas kariery na pozycji obrońcy.

## Kariera klubowa
Robin Fraser urodził się na Jamajce i jako dziecko wraz z rodzicami wyemigrował do USA. W 1986 otrzymał obywatelstwo amerykańskie dzięki czemu mógł występować w reprezentacji USA. W 1988 ukończył Florida International University. Podczas studiów występował w szkolnej drużynie w rozgrywkach uniwersyteckich FIU Golden Panthers. W 1988 roku został piłkarzem Miami Sharks i przez dwa lata grał w jego barwach w American Soccer League.
W 1990 roku Fraser przeszedł do klubu Colorado Foxes, również grającego w American Soccer League. W 1992 i 1993 Colorado wygrywało rozgrywki ASL. W 1996 roku został zawodnikiem występującego w nowo utworzonych rozgrywkach Major League Soccer - Los Angeles Galaxy. Z Galaxy dwukrotnie dochodził do finału MLS w 1996 i 1999, gdzie klub z Los Angeles przegrywał z D.C. United. W 2000 roku z Galaxy tryumfował w rozgrywkach Ligi Mistrzów CONCACAF. W latach 2001–2003 był zawodnikiem Colorado Rapids. Karierę zakończył w 2005 roku w Columbus Crew. Łącznie w latach 1996-2005 w MLS rozegrał 260 meczów, których strzelił 1 bramkę.
| Sezon | Klub               | Kraj              | Rozgrywki              | Mecze | Bramki |
| ----- | ------------------ | ----------------- | ---------------------- | ----- | ------ |
| 1988  | Miami Sharks       | Stany Zjednoczone | American Soccer League | ?     | ?      |
| 1989  | Miami Sharks       | Stany Zjednoczone | American Soccer League | ?     | ?      |
| 1990  | Colorado Foxes     | Stany Zjednoczone | American Soccer League | 18    | 3      |
| 1991  | Colorado Foxes     | Stany Zjednoczone | American Soccer League | 15    | 0      |
| 1992  | Colorado Foxes     | Stany Zjednoczone | American Soccer League | 14    | 0      |
| 1993  | Colorado Foxes     | Stany Zjednoczone | American Soccer League | 16    | 2      |
| 1994  | Colorado Foxes     | Stany Zjednoczone | American Soccer League | 13    | 0      |
| 1995  | Colorado Foxes     | Stany Zjednoczone | American Soccer League | 17    | 1      |
| 1996  | Los Angeles Galaxy | Stany Zjednoczone | Major League Soccer    | 27    | 1      |
| 1997  | Los Angeles Galaxy | Stany Zjednoczone | Major League Soccer    | 24    | 0      |
| 1998  | Los Angeles Galaxy | Stany Zjednoczone | Major League Soccer    | 29    | 0      |
| 1999  | Los Angeles Galaxy | Stany Zjednoczone | Major League Soccer    | 24    | 0      |
| 2000  | Los Angeles Galaxy | Stany Zjednoczone | Major League Soccer    | 25    | 0      |
| 2001  | Colorado Rapids    | Stany Zjednoczone | Major League Soccer    | 20    | 0      |
| 2002  | Colorado Rapids    | Stany Zjednoczone | Major League Soccer    | 28    | 0      |
| 2003  | Colorado Rapids    | Stany Zjednoczone | Major League Soccer    | 26    | 0      |
| 2004  | Columbus Crew      | Stany Zjednoczone | Major League Soccer    | 28    | 0      |
| 2005  | Columbus Crew      | Stany Zjednoczone | Major League Soccer    | 29    | 0      |

## Kariera reprezentacyjna
W reprezentacji Stanów Zjednoczonych Fraser zadebiutował 1 czerwca 1988 roku w meczu z Kanadą. 
W 1999 roku Fraser uczestniczył w Pucharze Konfederacji 1999, na którym USA zajęło 3. miejsce. Na turnieju w Meksyku Fraser wystąpił w czterech meczach z Nową Zelandią, Brazylią, Meksykiem i Arabią Saudyjską. Rok później uczestniczył w Złotym Pucharze CONCACAF 2000. Na tym turnieju wystąpił w dwóch meczach: grupowym z Haiti oraz przegranym ćwierćfinale z Kolumbią. Łącznie w latach 1988-2001 wystąpił w reprezentacji 27 razy.

## Kariera trenerska
Po zakończeniu kariery piłkarskiej Fraser został trenerem. W latach 2007–2010 pełnił funkcję asystenta trenera w Realu Salt Lake. Od 2011 jest trenerem występującego w MLS klubu Chivas USA.